# Eparchia bieżecka
Eparchia bieżecka – jedna z eparchii Rosyjskiego Kościoła Prawosławnego, z siedzibą w Bieżecku. Należy do metropolii twerskiej.
Erygowana przez Święty Synod Rosyjskiego Kościoła Prawosławnego 28 grudnia 2011 poprzez wydzielenie z eparchii twerskiej i kaszyńskiej. Obejmuje terytorium części rejonów obwodu twerskiego. Jej pierwszym ordynariuszem został 25 listopada 2012 Filaret (Gawrin), który sprawował urząd do 2024. 

## Dekanaty
W skład eparchii wchodzi 6 dekanatów:
- bieżecki;
- lichosławlski;
- maksatichiński;
- spirowski;
- udomielski;
- wiesiegoński.

## Monastery
Na terenie eparchii działają dwa monastery:
- monaster Zwiastowania w Bieżecku, żeński
- monaster Terebeńskiej Ikony Matki Bożej i św. Mikołaja Cudotwórcy w Trużeniku, żeński